# Huo Chengjun
Huo Chengjun (chiń. 霍成君; zm. 54 p.n.e.) – druga żona cesarza Xuana, córka zasłużonego dla cesarstwa polityka, regenta i męża stanu Huo Guanga i jego żony pani Xian.

## Pochodzenie
Nie jest znana data przyjścia na świat przyszłej cesarzowej, córki regenta Huo Guanga i pani Xian. Wiadomo, ze wychowywała się w rodzinie niewiele uboższej od dynastii panującej. Jej ojciec odziedziczył ogromne bogactwa, do których doszły majątki nadawane mu przez każdego cesarza któremu służył. Huo Chengjun miała starszą siostrę, która była matką przyszłej wielkiej cesarzowej wdowy Shangguan.

## Cesarzowa
W 74 roku p.n.e. zmarł w wieku dwudziestu cesarz Zhao. Huo Guang wybrał na następnego cesarza bratanka poprzedniego - Liu He, księcia Changyi. Jednakże młody książę szybko okazał się być nieodpowiednim cesarzem przez co Huo Guang musiał go obalić i poszukać po raz kolejny kandydata na cesarza. W końcu zwrócił uwagę na praprawnuka cesarza Wu i stryjecznego wnuka cesarza Zhao Liu Bingyi, którego wybór szybko został zatwierdzony i który objął tron jako cesarz Xuan.
Jednakże nowo wybrany cesarz miał już żonę, a była nią słynna z pobożności i umiaru Xu Pingjun, kiedy więc został cesarzem jednym z jego pierwszych posunięć było mianowanie żony cesarską konkubiną i w niedługim czasie cesarzową, co było ciosem dla marzeń pani Xian, która pragnęła by cesarzową i żoną cesarza została jej córka Huo Chengjun. Cesarz Xuan nie odrzucił tej propozycji, ale też nic nie świadczyło o tym by miał ją przyjąć.
Pani Xian nie chciała się wyrzec marzeń o wyniesieniu swojej córki i podjęła działania mające na celu zastąpienie Xu Pingjun swoją córką. W 71 roku p.n.e., kiedy cesarzowa po raz kolejny była w ciąży, pani Xian zawiązała spisek. Przekupiła lekarkę cesarzowej Chunyu Yan, by ta podawała swojej pani lekarstwo przekazane jej przez Xian. Okazało się, że po kilku tygodniach cesarzowa zmarła wydając na świat zdrowe dziecko. Jej lekarze zostali aresztowani na czas dochodzenia mającego dowieść czy należycie leczyli i pielęgnowali cesarzową, oraz co było przyczyną jej śmierci. Pani Xian na wieść o tym poinformowała Huo Guanga o spisku i ten nie wydał żony na śmierć podpisując akt zwolnienia Chunyu Yan.
W 70 roku p.n.e. cesarz Xuan poślubił Huo Chengjun i nadał jej tytuł cesarzowej. Przyzwyczajona do luksusowego życia zainicjowała rozbudowę pałacu w o wiele bardziej kosztownym stylu i mimo nalegań męża nie zamieszkała w komnatach poprzedniczki uznając je za zbyt ubogie jak na kobietę jej rangi. Próbowała również zaprzyjaźnić się ze swoją siostrzenicą, wielką cesarzową wdową Shangguan, jednak ich stosunki nie były tak serdeczne jak w przypadku przyjaźni tej drugiej z cesarzową Xu Pingjun, ponieważ wielka cesarzowa wdowa miała być zawstydzona ostentacyjnym zachowaniem swojej ciotki.

## Usunięcie ze dworu i śmierć
Kiedy w 68 roku p.n.e. zmarł Huo Guang, cesarz Xuan i wielka cesarzowa wdowa Shangguan dokonali bezprecedensowego aktu osobistego szacunku do zmarłego regenta – przyklęknąć przed jego zwłokami, poza tym oboje nakazali budowę wspaniałego mauzoleum dla człowieka, któremu zawdzięczali wszystko. Od tego czasu cesarz coraz częściej obdarowywał ród Huo władzą i tytułami szlacheckimi związanymi nadaniami ogromnych posiadłości ziemskich.
W 67 roku p.n.e. cesarz mianował księcia Liu Shi (syna ze swojej pierwszej żony cesarzowej Xu) następcą tronu, a ojca swojej pierwszej żony Xu Guanghana, markizem Ping’en – czemu (chodzi o drugą nominację) Huo Guang zdecydowanie się sprzeciwiał. Pani Xian była zaskoczona i wściekła, ponieważ jej córka nie urodziła jeszcze syna, który mógłby zostać następcą tronu i po jakimś czasie cesarzem. Nakazała swojej córce otrucie następcy tronu, jednak pomimo często podejmowanych prób Liu Shi wciąż żył. W tym samym czasie do uszu cesarza doszły pogłoski o tym, że ród Huo stoi za morderstwem jego pierwszej żony.
W 66 roku p.n.e. tajemnicą poliszynela było już to, że rodzina obecnej cesarzowej stoi za morderstwem jej poprzedniczki. Pani Xian miała wyznać swoim najbliższym krewnym, że to ona zleciła morderstwo i bojąc się reakcji cesarza ród Huo zawiązał spisek mający na celu obalenie cesarza i osadzenie na tronie jednego z braci Huo Chengjun. Spisek został szybko odkryty i wszyscy członkowie klanu Huo zostali ścięci na rozkaz cesarza Xuana.
Wkrótce wydał on też edykt odbierający cesarzowej wszystkie tytuły i na wieść o podejmowanych przez nią próbach otrucia następcy tronu, zesłał ją do jednego z opuszczonych pałaców. W 54 roku p.n.e. została skazana na wygnanie do jeszcze bardziej oddalonego pałacu, w którym popełniła samobójstwo.